# Mammillaria johnstonii
Mammillaria johnstonii (укр. Мамілярія Джонстона, Мамілярія джонстоні) — сукулентна рослина з роду мамілярія (Mammillaria) родини кактусових (Cactaceae).

## Етимологія
Видова назва дана на честь американського ботаніка Айвена Мюррея Джонстона.

## Ареал і екологія
Mammillaria johnstonii є ендемічною рослиною Мексики. Ареал розташований у штаті Сонора. Рослини зростають на висоті до 100 метрів над рівнем моря на крутих, скелястих пагорбах в пустелі Сонора, а також на алювіальних ґрунтах. Тривалість життя одного покоління складає 10 років.

## Морфологічний опис
Рослини зазвичай поодинокі, але іноді кластеризуються при основі.
| Орган              | Опис |
| Коріння            | |
| Стебло             | кулясте до коротко-циліндричного, 15-20 см заввишки.                                                        |
| Епідерміс          | блідо-синювато-сіро-зеленого відтінку.                                                                      |
| Маміли             | чотирьохгранні, з молочним соком.                                                                           |
| Ареоли             | |
| Аксили             | голі. |
| Центральні колючки | 2, рідко 4-6, синювато-коричневі, прямі, одна вертикальна, інші розходяться, завдовжки 10-25 мм.            |
| Радіальні колючки  | 10-14, жорсткі, голчасті, білі з коричневими кінцями, завдовжки 6-9 мм.                                     |
| Квіти              | білі до блідо-рожевих та кремових, з коричневими центральними прожилками на пелюстках, до 20 мм в діаметрі. |
| Плоди              | кулясті, роздуті, червоні.                                                                                  |
| Насіння            | коричневе.                                                                                                  |

## Утримання в культурі
У культурі Mammillaria johnstonii не складна, але слід відібрати із сіянців екземпляри з найдовшими колючками — вони будуть найкрасивішими. За 6-8 років рослина досягне діаметра 12-15 см, при цьому відповідно вона буде рости у висоту.

## Чисельність, охоронний статус та заходи по збереженню
Mammillaria johnstonii входить до Червоного списку Міжнародного союзу охорони природи видів під загрозою зникнення (EN).
Цей вид вважається під загрозою зникнення через його невеликий ареал (близько 1 000 км²), дуже обмежену кількість місць зростання (відомо два) і триваюче скорочення чисельності рослин через розвиток міст, в тому числі туристичних об'єктів і аквакультури (розведення креветок).
Mammillaria johnstonii не зустрічається в жодній з природоохоронних територій.
У Мексиці ця рослина занесена до Національного переліку видів, що перебувають під загрозою зникнення, де вона включена до категорії «підлягають особливому захисту».
Охороняється Конвенцією про міжнародну торгівлю видами дикої фауни і флори, що перебувають під загрозою зникнення (CITES).